# Biotopkomplex am Mühlenturm

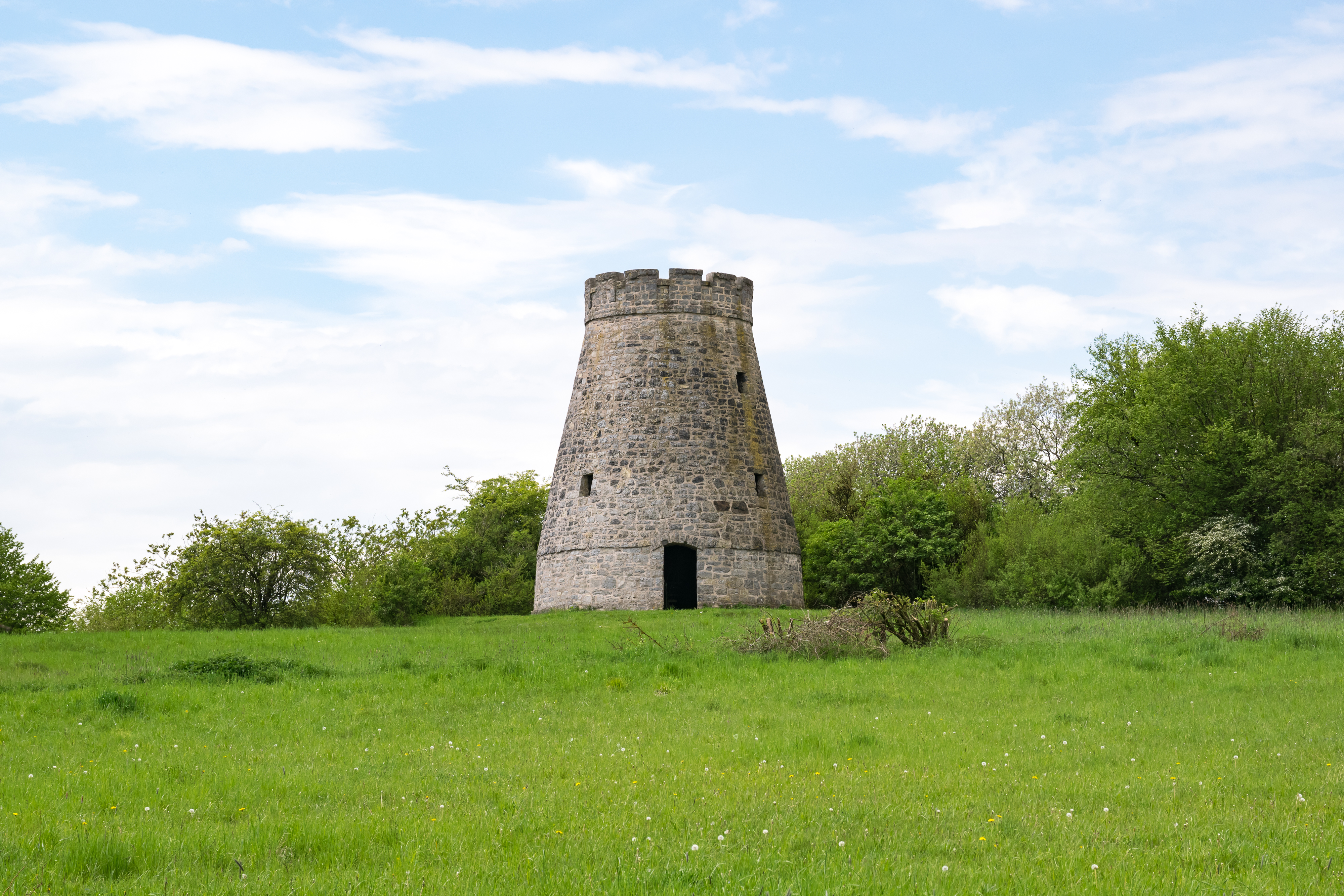
Mühlenturm

Der Biotopkomplex am Mühlenturm ist ein 2007 mit dem Landschaftsplan Oberes Begatal durch den Kreistag des Kreises Lippe als  Naturschutzgebiet (NSG-Nummer LIP–072) ausgewiesenes Gebiet. Er liegt im Nordosten der nordrhein-westfälischen Stadt Barntrup.

## Lage
Das rund neun Hektar große Naturschutzgebiet Biotopkomplex am Mühlenturm liegt im Naturpark Teutoburger Wald/Eggegebirge. Es erstreckt sich nordöstlich der Barntruper Stadtmitte zwischen dem Weiler Herborn im Westen sowie den Ortsteilen Sonneborn im Osten und Bellenbruch im Südwesten. Das Naturschutzgebiet Hecken- und Grünlandkomplex auf der Sonnenborner Hochfläche und dem Knappberg, mit ähnlichen Biotopen, liegt nur etwa 100 m nördlich bzw. nordöstlich. Das Landschaftsschutzgebiet Hecken- und Grünlandkomplex Sonnenborn mit teils ähnlichen Biotopen befindet sich ebenfalls in der Nähe.

## Beschreibung
Das Schutzgebiet Biotopkomplex am Mühlenturm wird als vielfältiger Biotopkomplex aus Feldgehölz, Gebüsch, aufgelassenem Steinbruch mit Kalkmagerrasen sowie durch Hecken reich strukturiertem Grünland auf einer flachgründigen Bergkuppe, deren Umfeld von Ackerflächen geprägt ist, aber auch gliedernde Gehölzstrukturen aufweist, beschrieben.
Der Biotopkomplex am Mühlenturm stellt mit seinen vielfältigen Strukturen ein wichtiges Refugial- und Trittsteinbiotop in der überwiegend ackerbaulich genutzten Umgebung dar.

## Schutzzweck
Wesentlicher Schutzzweck ist Erhaltung und Optimierung eines vielfältigen Biotopkomplexes aus Kalkmagerrasen, Feldgehölzen, Magergrünland und Hecken als Refugial- und Trittsteinbiotop in der überwiegend ackerbaulich genutzten Umgebung.

## Biotoptypen
Im Schutzgebiet Biotopkomplex am Mühlenturm sind die Biotoptypen „Feldgehölz aus einheimischen Baumarten“, „Fettwiese“, „Gebüsch/Strauchgruppe“, „Grünlandbrache“, „Hecke“, „Kalkhalbtrockenrasen/Kalkmagerrasen“, „Kalksteinbruch“ und „Magerwiese“ beschrieben.

## Flora und Fauna
Aus der schützenswerten Flora sind besonders die im Gebiet vorkommenden „Arten der Roten Liste der gefährdeten Pflanzen in Nordrhein-Westfalen“ zu nennen:

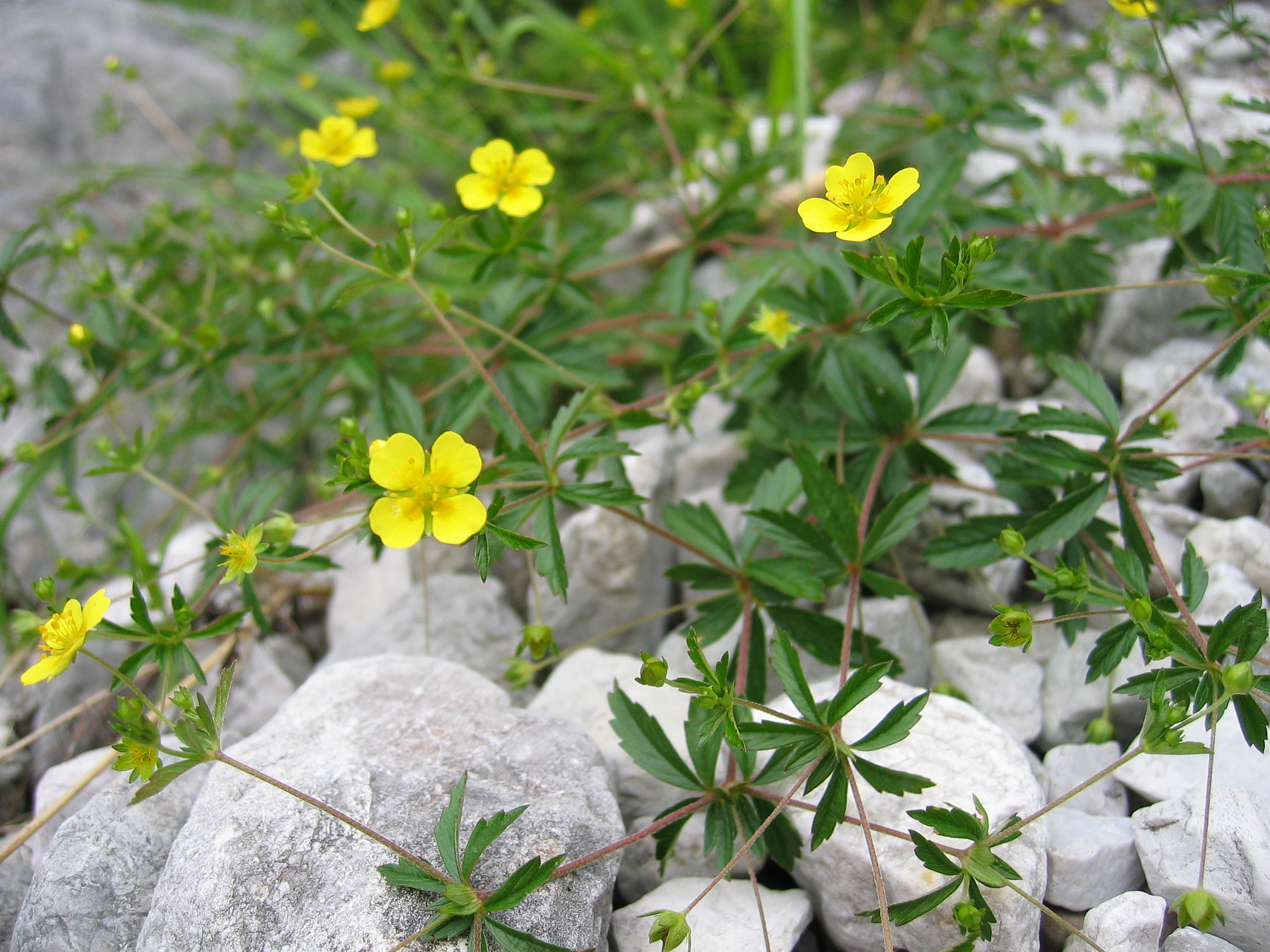
Blutwurz
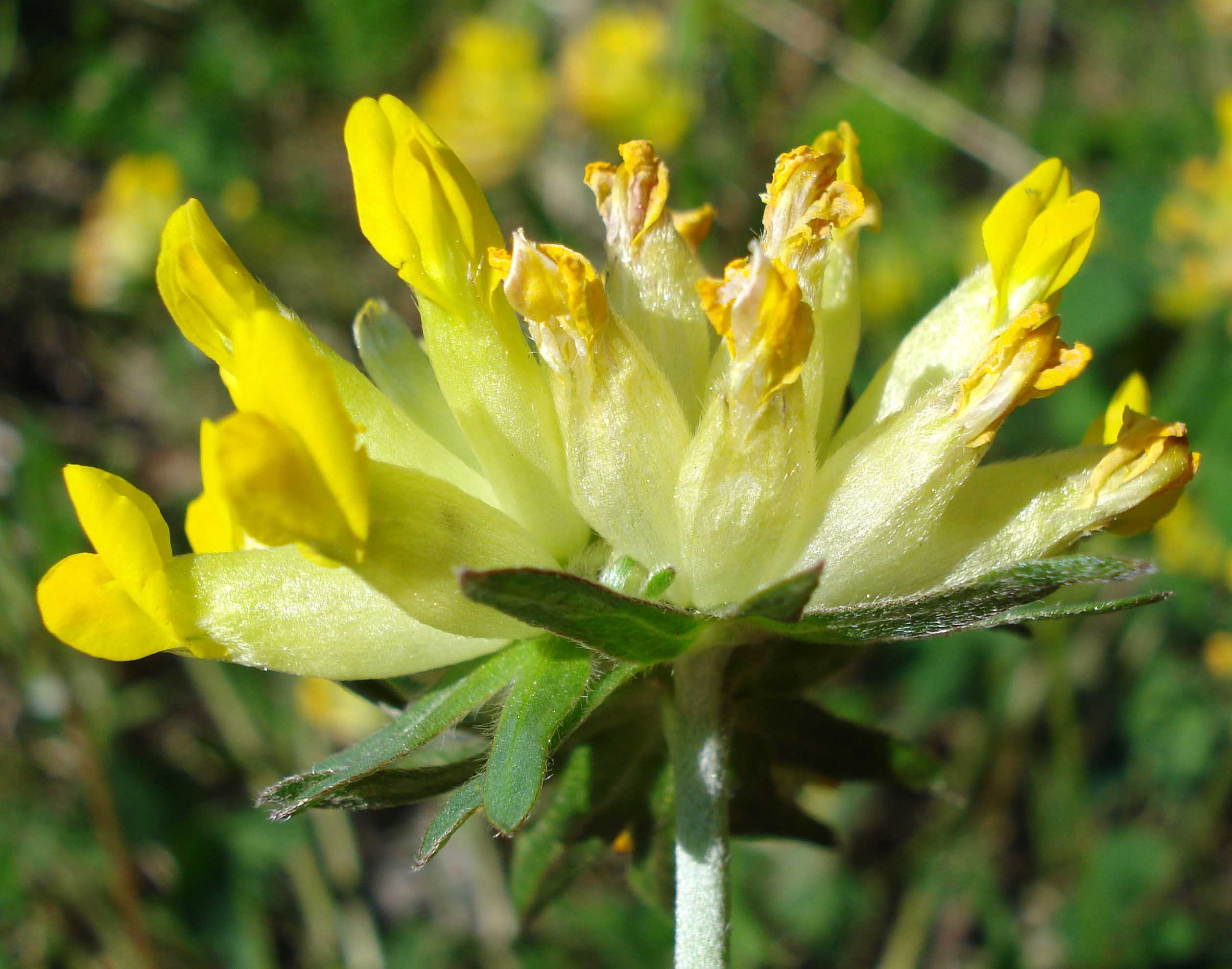
Echter Wundklee
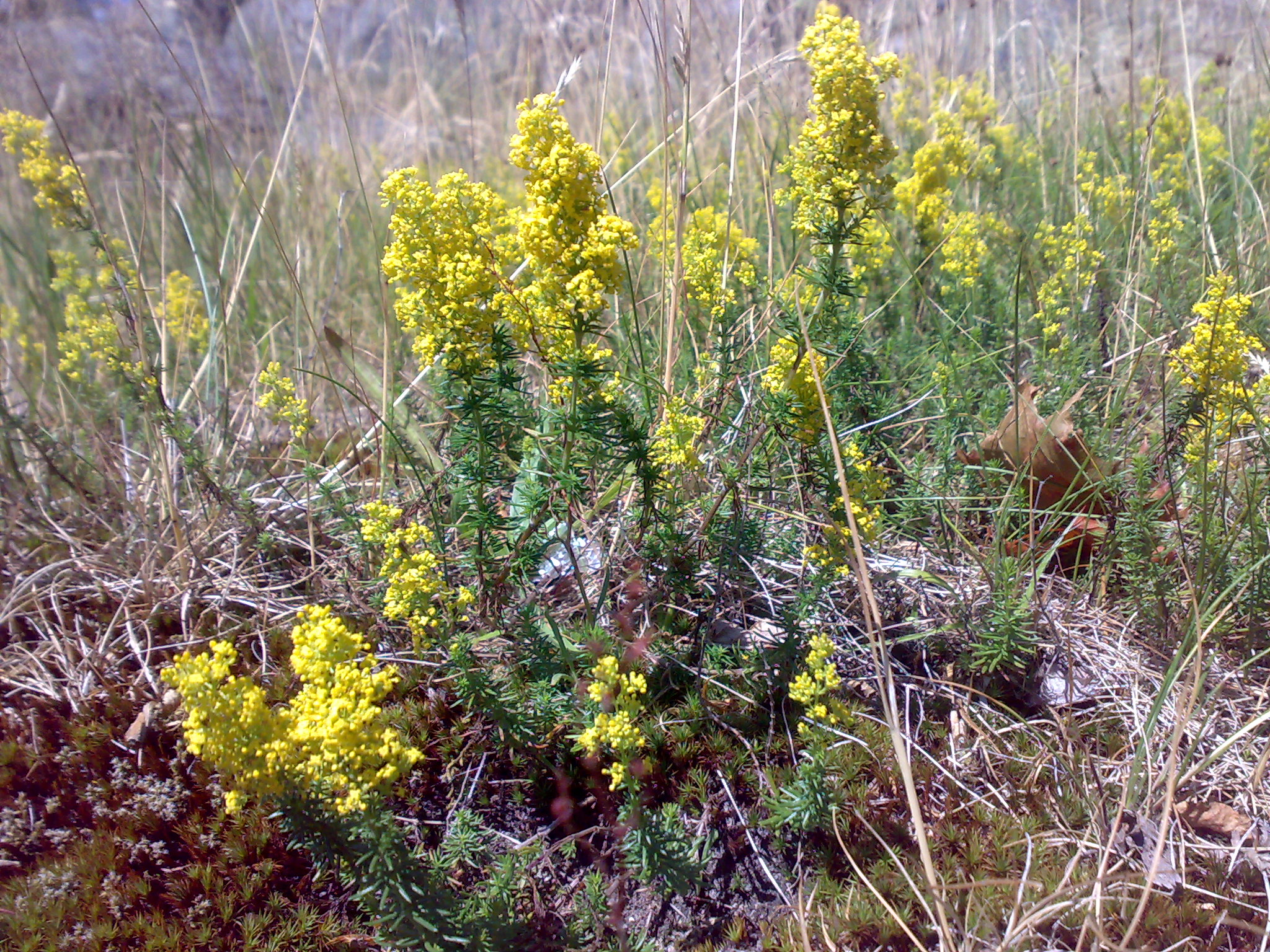
Echtes Labkraut
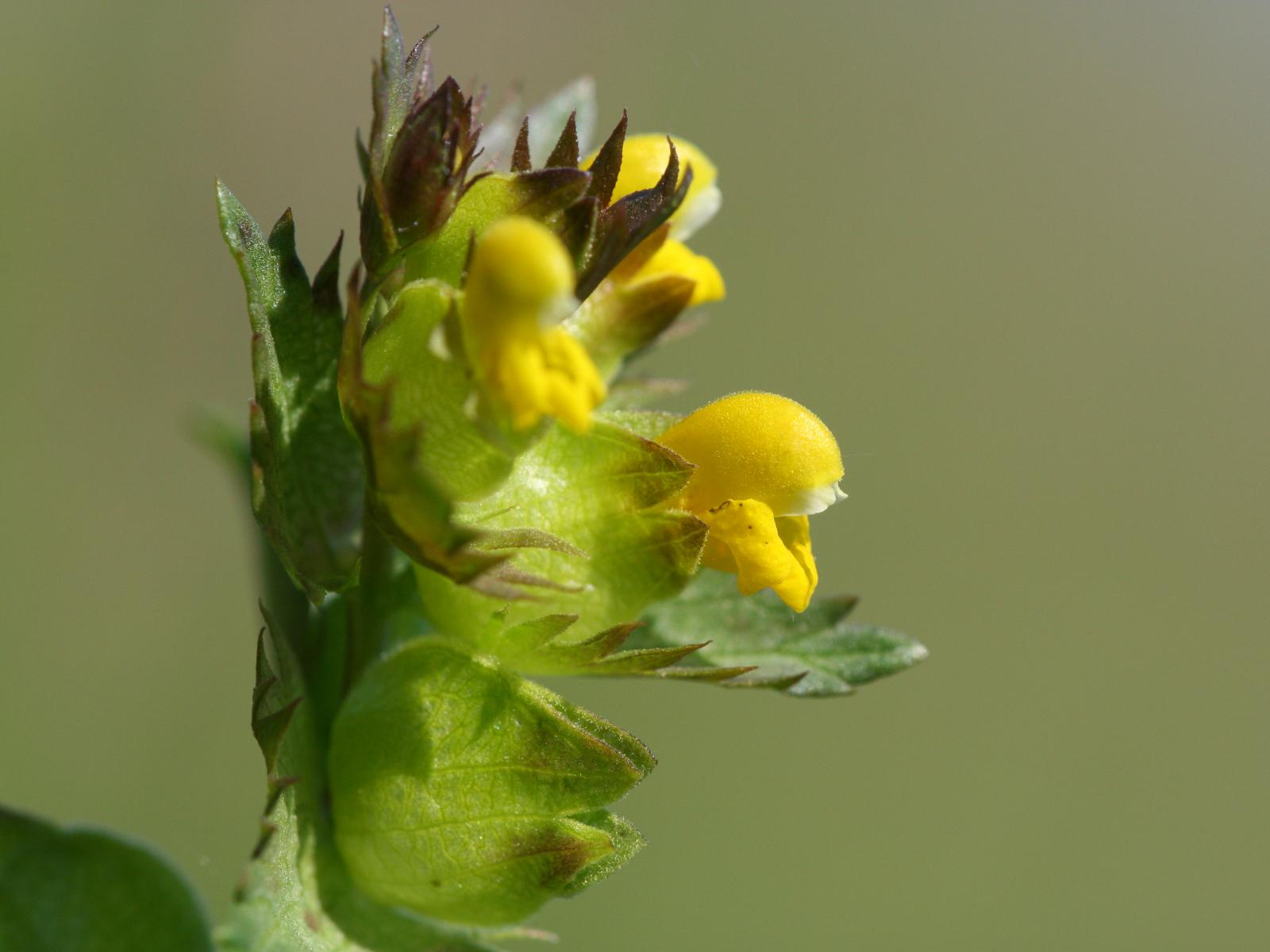
Kleiner Klappertopf
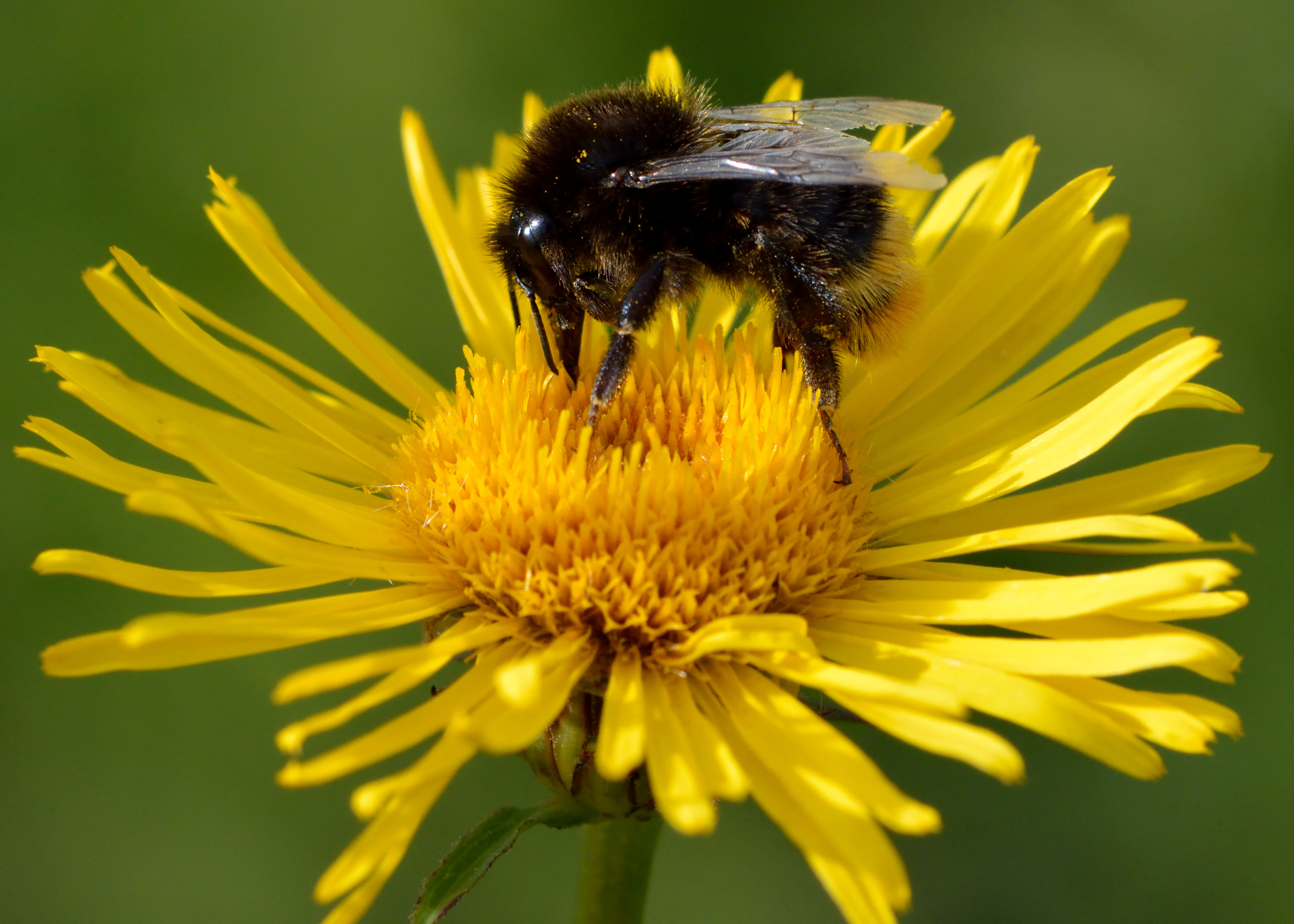
Weiden-Alant

Das Gebiet ist ein wertvoller Bereich für wärmeliebende Arten wie Schmetterlinge sowie Gebüsch- und Höhlenbrüter.